# Південні афропомірні ліси
Південні афропомірні ліси (Південнокапські ліси) — високі, тінисті, багатоярусові ліси, поширені на південному заході Південно-Африканської Республіки. Вони простягаються від Капського півострова на заході до Гебехи на сході. За винятком великого масиву Книсненсько-Ціцікамських лісів, південні афропомірні ліси зазвичай зустрічаються невеликими осередками, оточеними фінбошем.

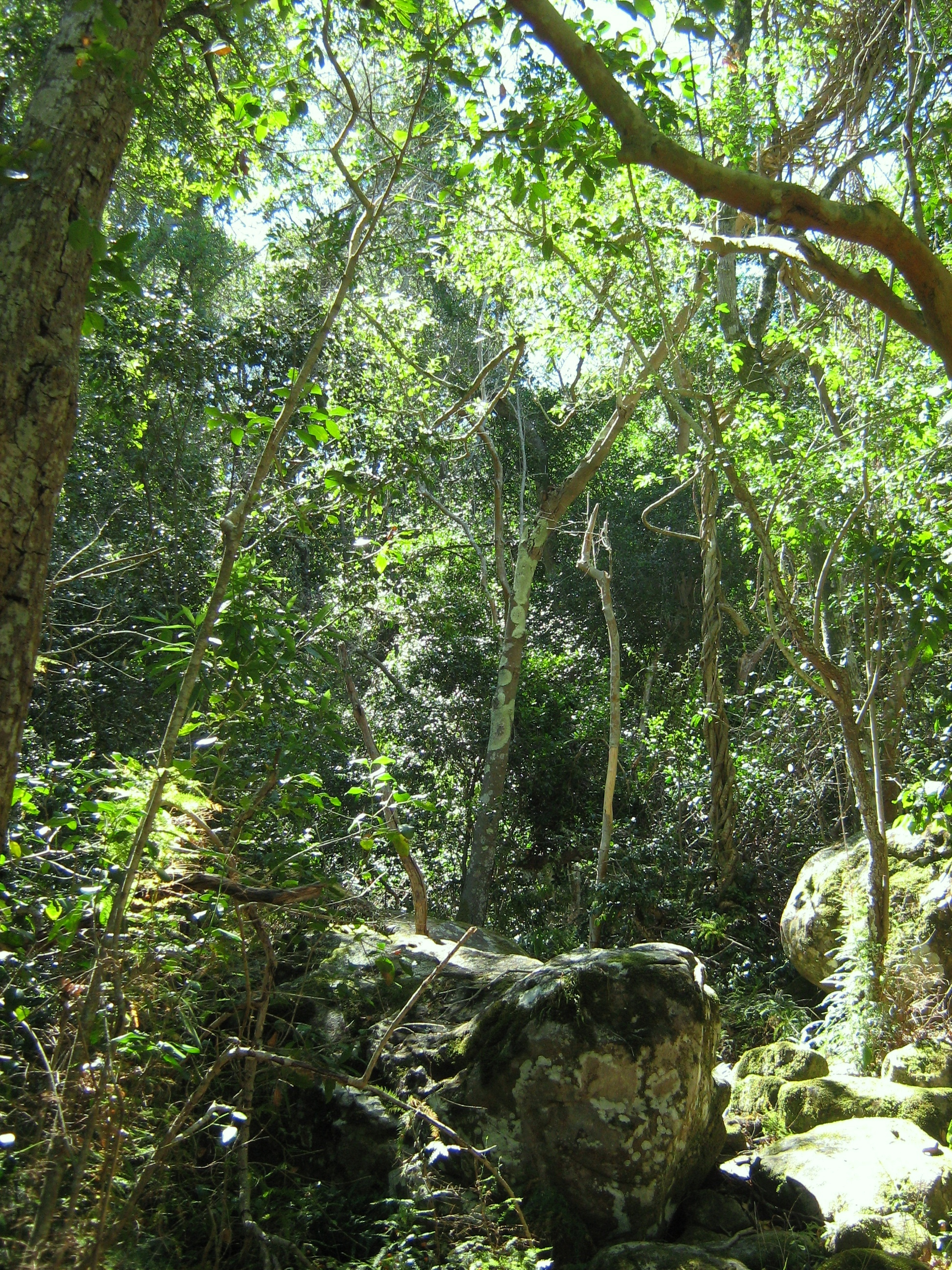
Південні афропомірні ліси ростуть на південних схилах Столової гори

## Екологія
Південні афропомірні ліси є підтипом афромонтанських лісів, поширених в гірських масивах по всій Субсахарській Африці. Вони відрізняються від інших типів лісів ПАР відносно чітким переліком видів та розташуванням на південно-західному краю Африки, далеко від інших лісових регіонів, розташованих на сході та півночі. Південні афропомірні ліси зазвичай ростуть на ґрунтах, материнською породою для яких виступають пісковики та граніти, що домінують на південному заході Капського регіону.
Для Західнокапській провінції характерні сезонні пожежі, і різноманітні угруповання фінбошу, які домінують тут, залежать від циклів пожеж. Однак південні афропомірні ліси є вразливими до пожеж, тому вони завжди обмежені ущелинами, вологими річковими долинами, кам'янистими осипами та іншими місцевостями, куди пожежі не можуть дістатися. За відсутності пожеж площа лісів, як правило, розширюється за рахунок прилеглого фінбошу.

## Підтипи
Південні афропомірні ліси умовно розділяють на три тісно пов'язаних між собою підтипи:

### Західнокапські осипові ліси

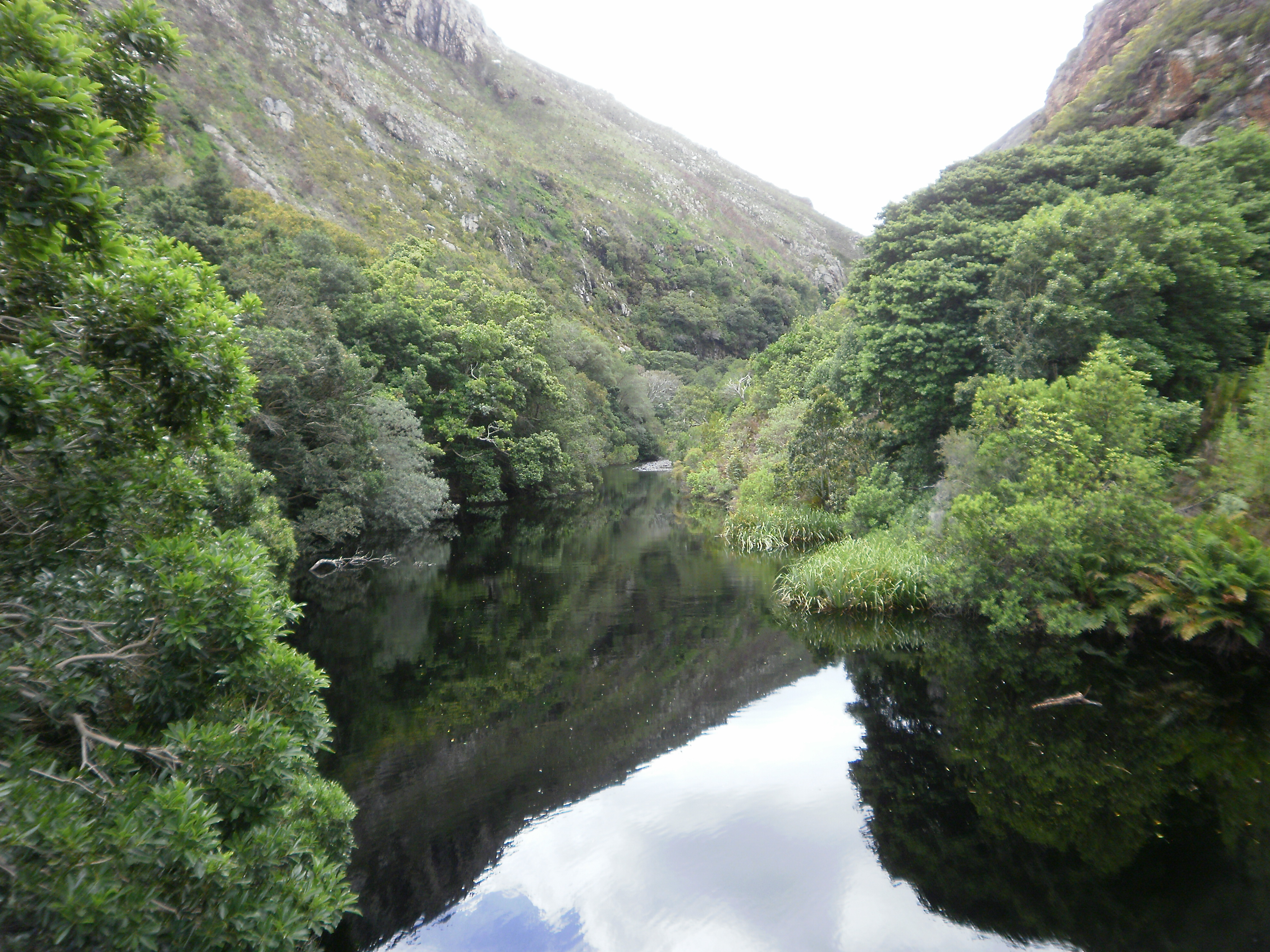
Прирічковий ліс в околицях містечка Беттіс-Бей

Західнокапські осипові ліси мають середню висоту і зазвичай зустрічаються невеликими осередками на стрімких скелястих схилах і осипах та поблизу гірських струмків, на території Західнокапській провінції ПАР. Виходячи з їхнього поширення та видового складу, ці ліси часто неофіційно поділяють на прирічкові ліси (афр. oewerbos) та осипові ліси (афр. dasbos). Видовий склад у цих лісах дещо відрізняється, але все ще є досить схожий, щоб класифікувати західнокапські осипові ліси як одну екосистему. Домінуючими деревами в цих лісах виступають вузьколисті метросідероси (Metrosideros angustifolia), шінусові елеодендрони (Elaeodendron schinoides), африканські білі груші (Apodytes dimidiata), капські червоні вільхи (Cunonia capensis), африканські падуби (Ilex mitis), африканські кіггелярії (Kiggelaria africana), капські буки (Myrsine melanophloeos), капські тверді груші (Olinia ventosa), бредські ногоплідники (Podocarpus elongatus) та дикий капський мигдаль (Brabejum stellatifolium).
Західнокапські осипові ліси періодично зазнають природних порушень — затоплень у випадку прирічкових лісів та зсувів у випадку осипових лісів. Після порушення негайно настає швидка регенерація. Природний цикл порушення навколишнього фінбошу пов'язаний з пожежами, але вони мало впливають на захищені місцевості, в яких ростуть осипові ліси.
Основну загрозу для цієї екосистеми становлять інвазивні чужорідні рослини, особливо чорний живопліт (Acacia mearnsii). Природні оселища цих лісів зазвичай знаходяться в межах водозбірних басейнів, і тому вони виконують важливу функцію в регулюванні водних систем і запобіганні ерозії. Через ліси проходять численні мальовничі пішохідні маршрути, а також в  них зростають цінні лікарські рослини. В західнокапських осипових лісах ростуть деякі ендемічні рослини, такі як Clivia mirabilis та Cryptocarya angustifolia, яке не зустрічаються більше ніде в світі.

## Західнокапські афропомірні ліси

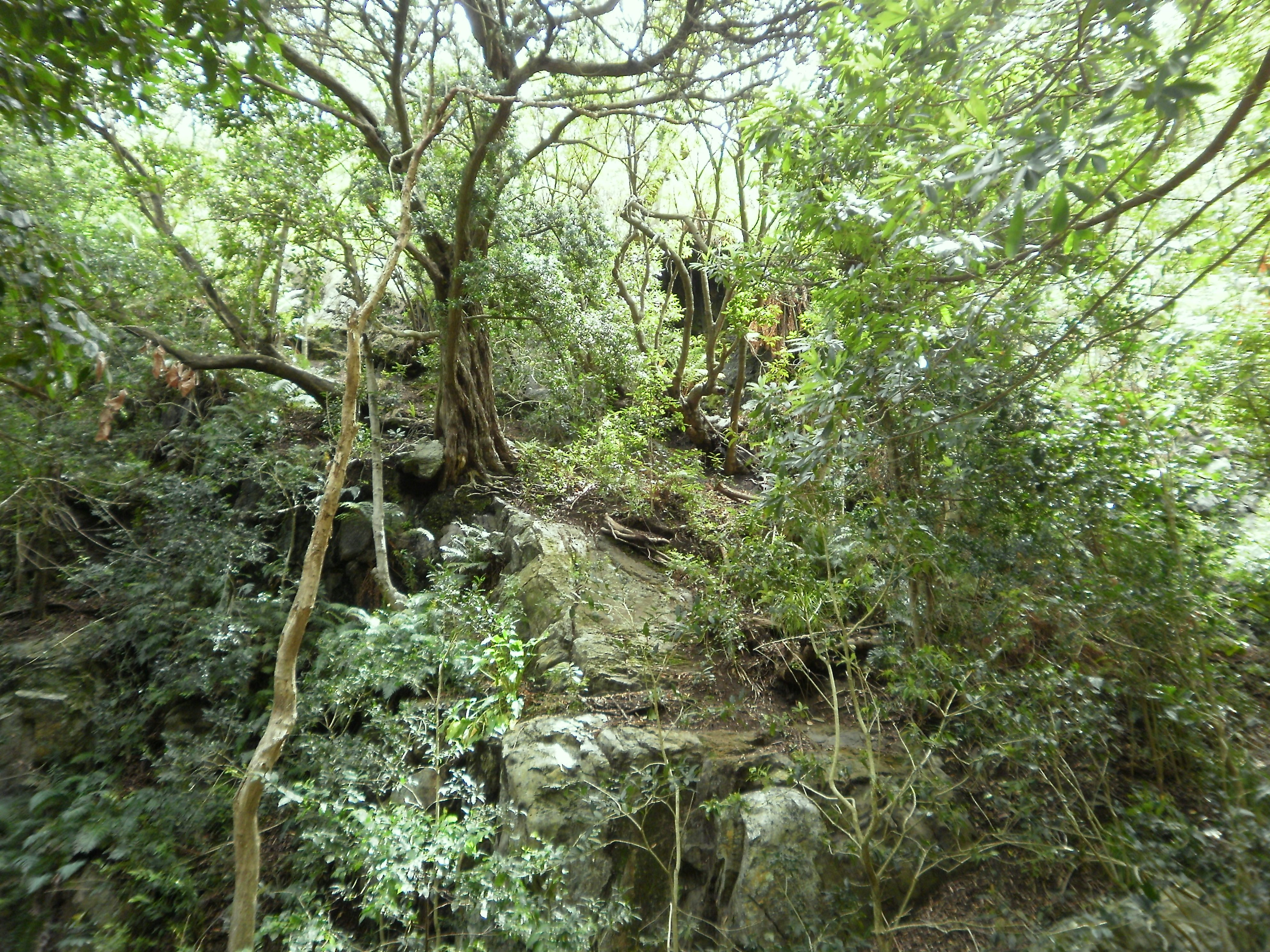
Ліс Ньюлендс-Форест поблизу Кейптауна

Західнокапські афропомірні ліси або південно-західно-капські ліси поширені в захищених ущелинах та гірських районах Західнокапської провінції, зокрема на Капському півострові. Ліси Ньюлендс-Форест, Кірстенбош та Ораньєклооф, що ростуть навколо Столової гори в межах Кейптауна, належать до цього підтипу.
Західнокапські афропомірні ліси є більш густими та високими, ніж осипові ліси. Верхній ярус в них утворюють широколисті ногоплідники (Podocarpus latifolius), африканські падуби (Ilex mitis), африканські кіггелярії (Kiggelaria africana), ассегаєві дерева (Curtisia dentata), капські маслини (Olea capensis), капські червоні вільхи (Cunonia capensis), капські шафранові дерева (Cassine peragua), капські тверді груші (Olinia ventosa), капські буки (Myrsine melanophloeos) та інші високі, кремезні дерева. Середній ярус утворюють менші дерева, зокрема яскраві галлерії (Halleria lucida), свартбасові дерева (Diospyros whyteana) та гостролисті майтенуси (Maytenus acuminata). В підліску поширені різноманітні папороті, трави та ліани, зокрема виткий холодок (Asparagus scandens) та капський виноград (Rhoicissus tomentosa). Незважаючи на те, що біорізноманіття цих лісів менше, ніж біорізноманіття південнокапських афропомірних лісів, тут також зустрічаються різноманітні ендемічні рослини та тварини.
Основну загрозу для цієї екосистеми становлять інвазивні чужорідні рослини, зокрема австралійські сирні дерева (Pittosporum undulatum), волохатий паслін (Solanum mauritianum), Acacia mearnsii (Acacia mearnsii), звичайний лантан (Lantana camara), приморські сосни (Pinus pinaster) та різні види бирючини (Ligustrum). Західнокапські афропомірні ліси мають високу рекреаційну цінність, беруть участь у захисті водопостачання Західнокапської провінції та є місцем зростання величезної кількості лікарських рослин.

## Південнокапські афропомірні ліси

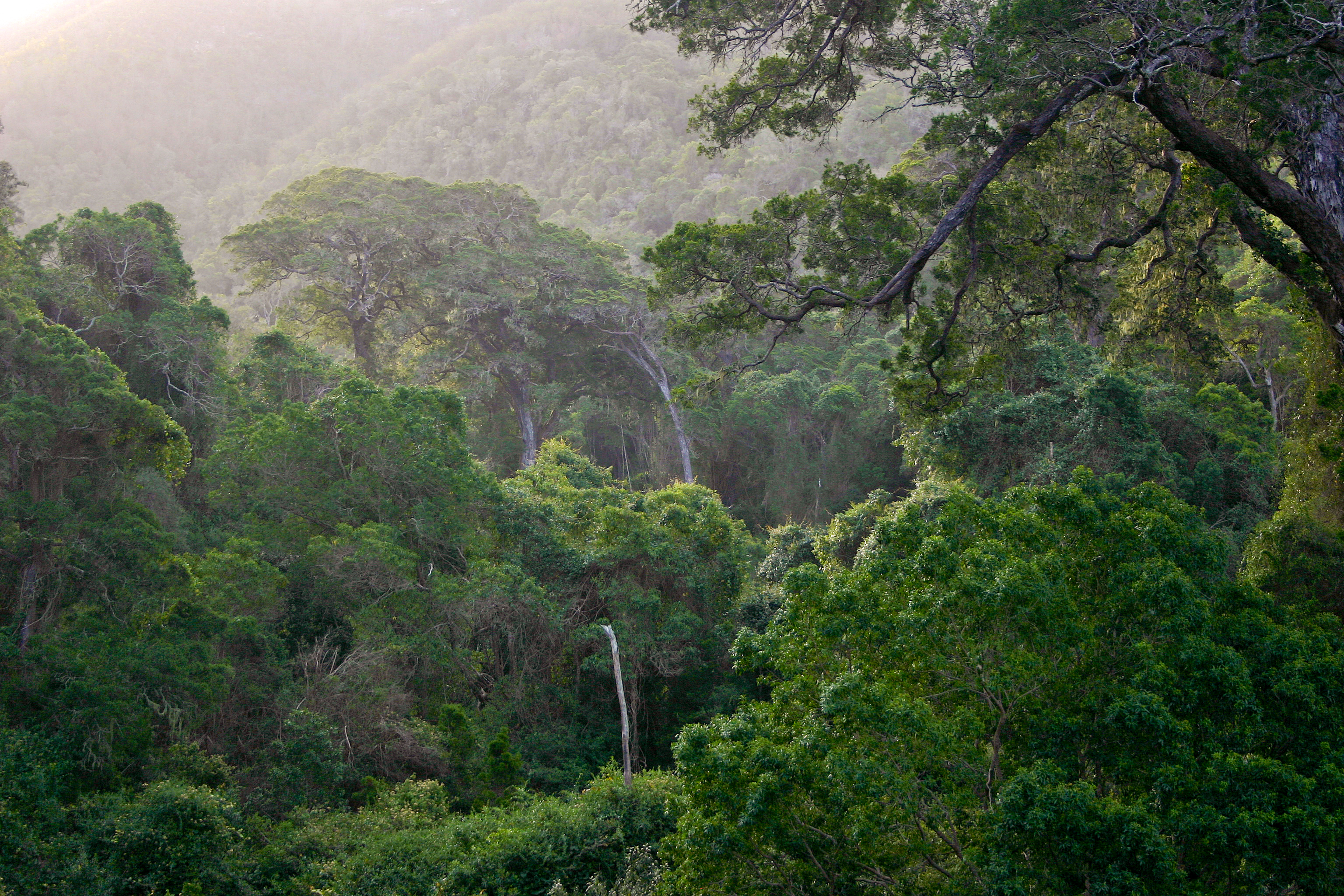
Південнокапські афропомірні ліси в околицях Книсни

Безумовно, найбільшу частину південних афропомірних лісів складає Книсненсько-Ціцікамський лісовий комплекс. Він простягається від Мосселбая у Західнокапській провінції на схід до Гебехи у Східнокапській провінції.
Ці високі, густі ліси ростуть у вологому і теплому помірному кліматі. Лісовий намет в них сформований переплетінням крон найвищих дерев, середній ярус представлений багатостовбурними деревами середнього розміру, а в підліску ростуть кущі, трав'янисті рослини та папороті. Дерева вкриті численними ліанами та епіфітами, а між деревами пересуваються різноманітні тварини. Південнокапські афропомірні ліси дуже схожі на західнокапські афропомірні ліси за багатим видовим складом, однак, хоч і меншою мірою, вони схожі на аматольські хмарні ліси, поширені в Драконових горах далі на схід. Раніше в південнокапських афропомірних лісах зустрічаються саванні слони (Loxodonta africana) та інші великі тварини, однак наразі вони майже повністю вимерли.

## Флора
Серед найпоширеніших дерев, що ростуть у південних афропомірних лісах, слід відзначити:
- Звичайний афрокарпус (Afrocarpus falcatus)
- Широколистий ногоплідник
- Бредський ногоплідник (Podocarpus elongatus)
- Африканська біла груша[en] (Apodytes dimidiata)
- Дикий капський мигдаль[en] (Brabejum stellatifolium)
- Африканський каркас[en] (Celtis africana)
- Виїмчастий сніговець[en] (Chionanthus foveolatus)
- Ассегаєве дерево (Curtisia dentata)
- Свартбасове дерево[en] (Diospyros whyteana)
- Західна гревія[en] (Grewia occidentalis)
- Яскрава галлерія[en] (Halleria lucida)
- Африканський падуб[en] (Ilex mitis)
- Африканська кіггелярія[en] (Kiggelaria africana)
- Гостролистий майтенус[en] (Maytenus acuminata)
- Капське шафранове дерево[en] (Cassine peragua)
- Голий кантіум[en]
- Капська червона вільха[en] (Cunonia capensis)
- Чорне смердюче дерево[en] (Ocotea bullata)
- Капська маслина[en] (Olea capensis subsp. macrocarpa)
- Капська тверда груша[en] (Olinia ventosa)
- Лісова нуксія[en] (Nuxia floribunda)
- Лісова деревоподібна папороть[en] (Gymnosphaera capensis)
- Звичайна деревоподібна папороть[en] (Alsophila dregei)
- Капське свічне дерево[en] (Pterocelastrus tricuspidatus)
- Капський бук[en] (Myrsine melanophloeos)
- Кеурбумове дерево[sv] (Virgilia oroboides)

1. Gonioma kamassi[sv]
2. Heeria argentea[en]
3. Metrosideros angustifolia[sv]
4. Platylophus trifoliatus[en]
5. Trichocladus crinitus[en]
6. Burchellia bubalina[en]
7. Oplismenus hirtellus[en]
8. Dietes iridioides[en]
9. Blechnum capense[sv]
10. Lomariocycas tabularis[en]
11. Rumohra adiantiformis[en]

1. Podocarpus elongatus
2. Platylophus trifoliatus[en]
3. Elaeodendron schinoides[en]
4. Cryptocarya angustifolia[sv]
5. Metrosideros angustifolia[sv]
6. Virgilia oroboides[sv] subsp. ferruginea
7. Strelitzia alba
8. Clivia mirabilis[en]
9. Thelypteris knysnaensis[sv]
10. Polystichum incongruum[sv]
11. Breutelia elliptica[sv]
12. Breutelia tabularis[sv]
13. Distichophyllum mniifolium[sv]
14. Fissidens fasciculatus[sv]
15. Macromitrium macropelma[sv]
16. Ulota ecklonii[sv]
17. Wardia hygrometrica[en]
18. Zygodon leptobolax[sv]

## Галерея

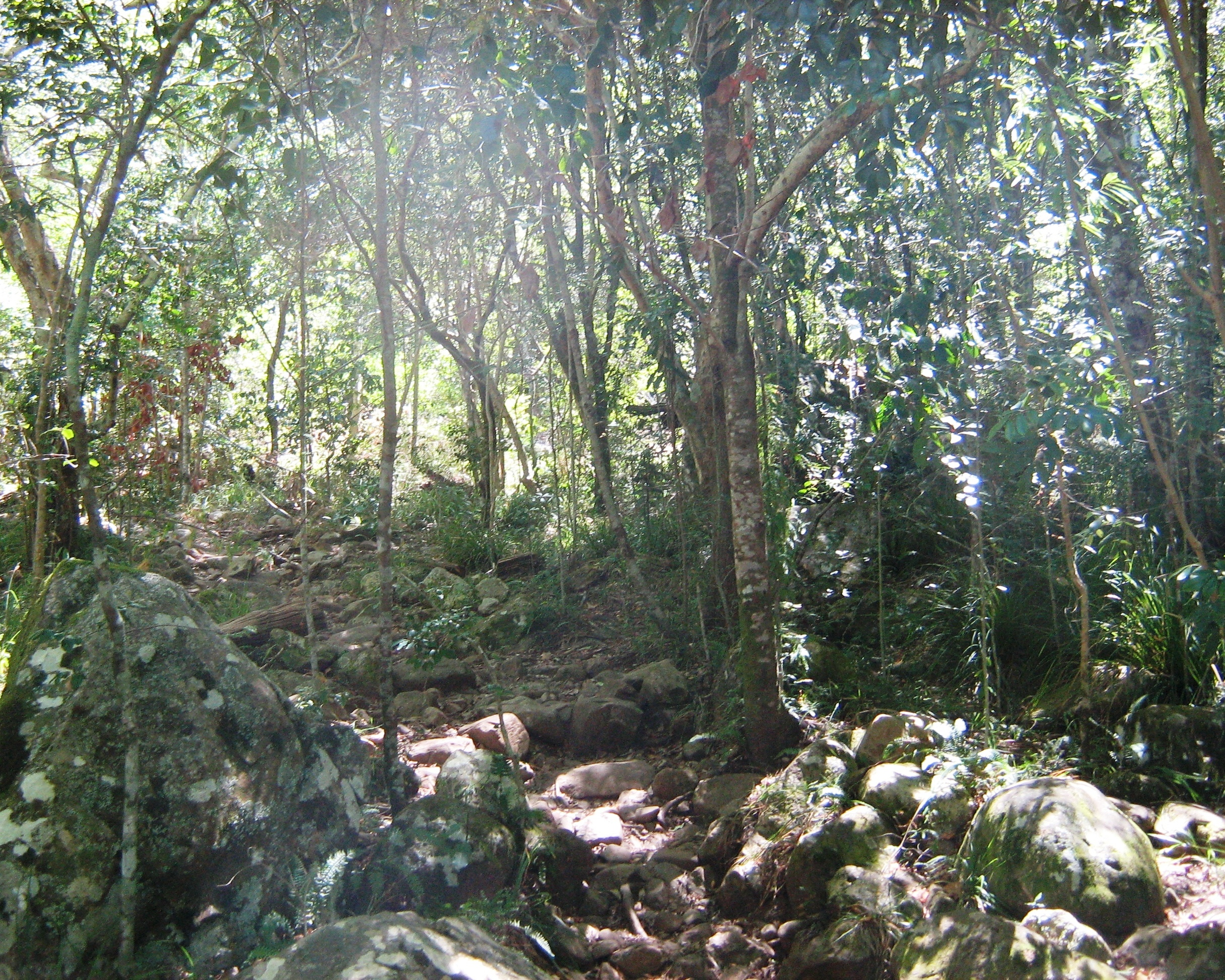
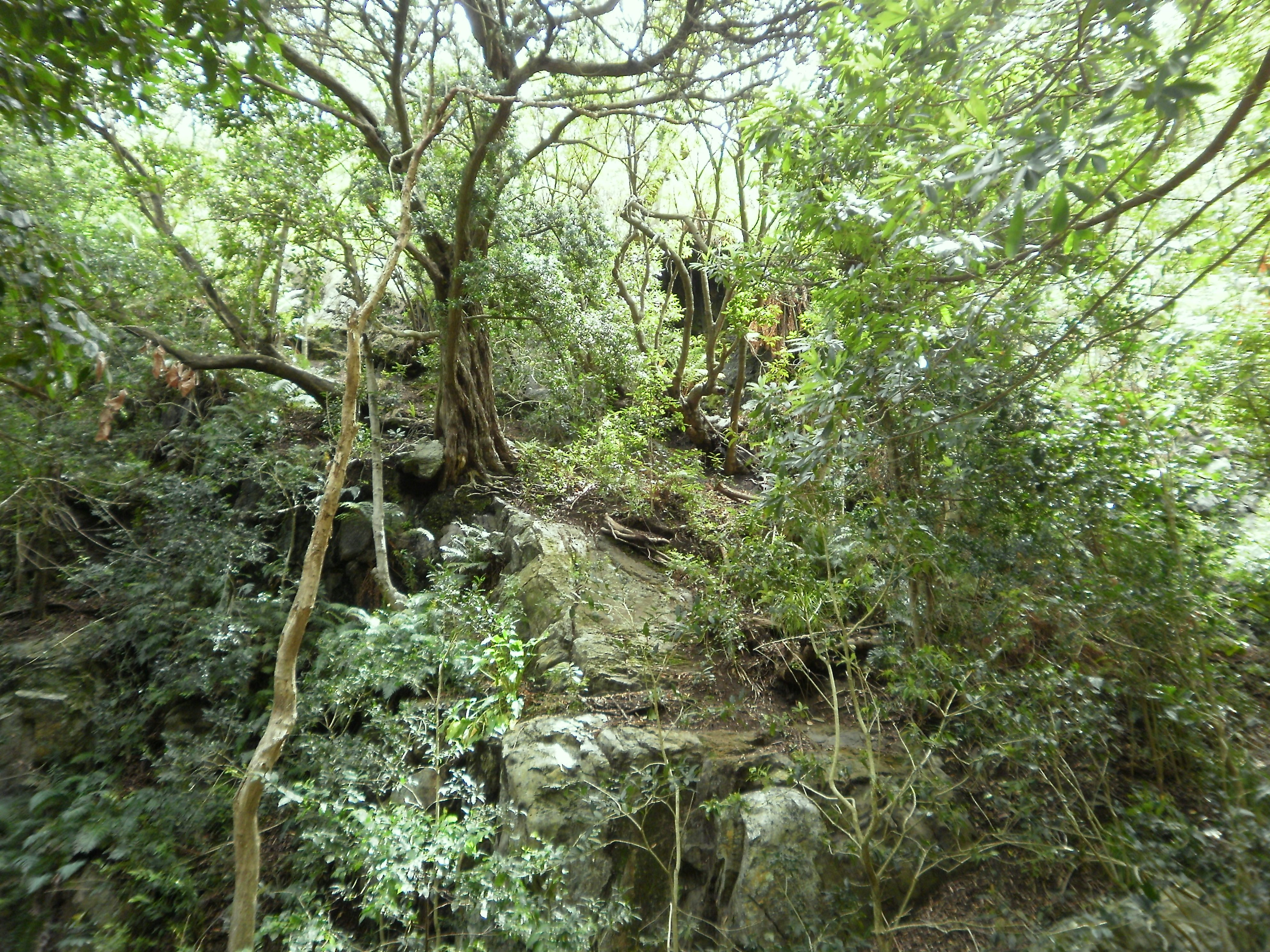
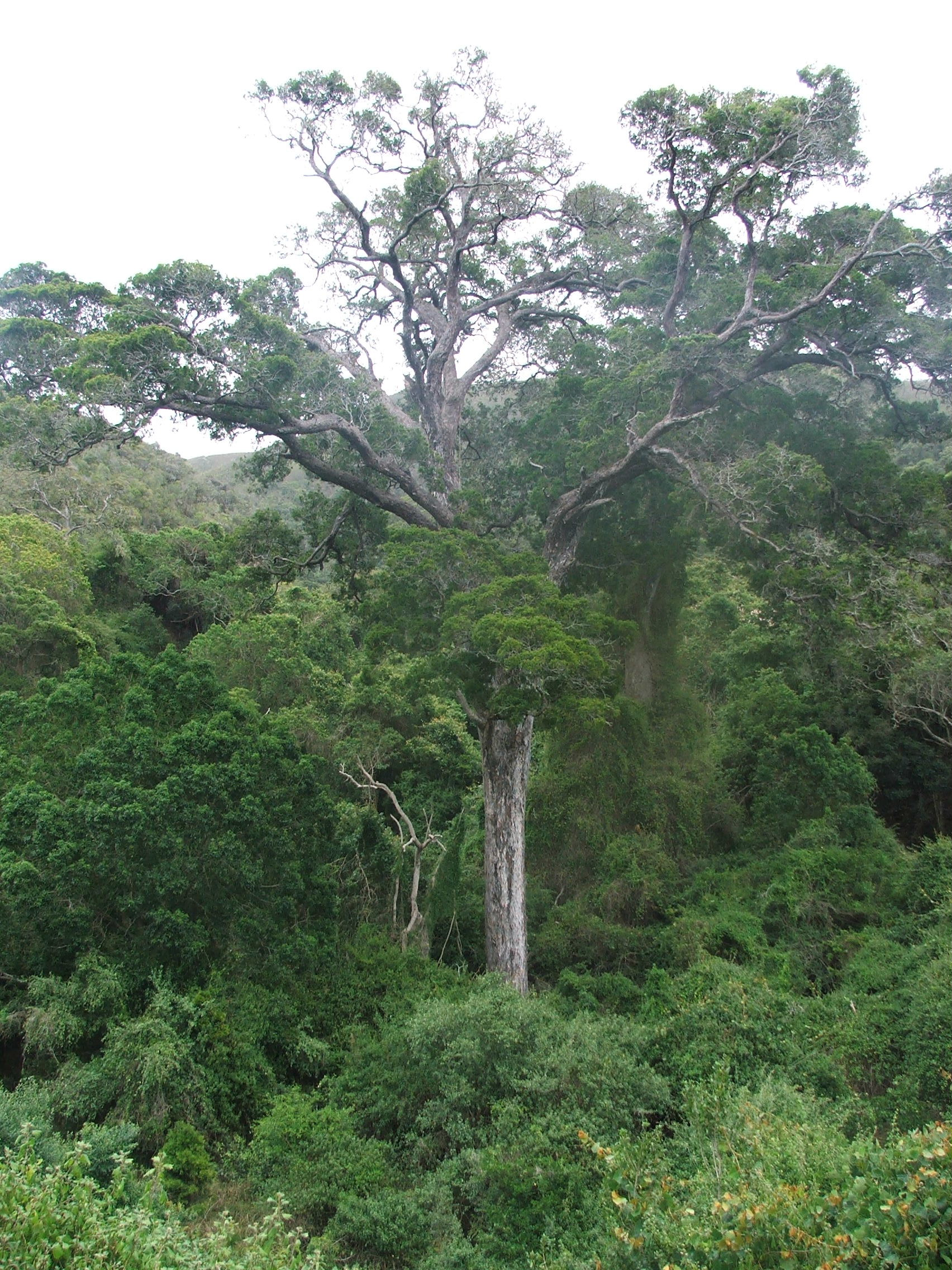
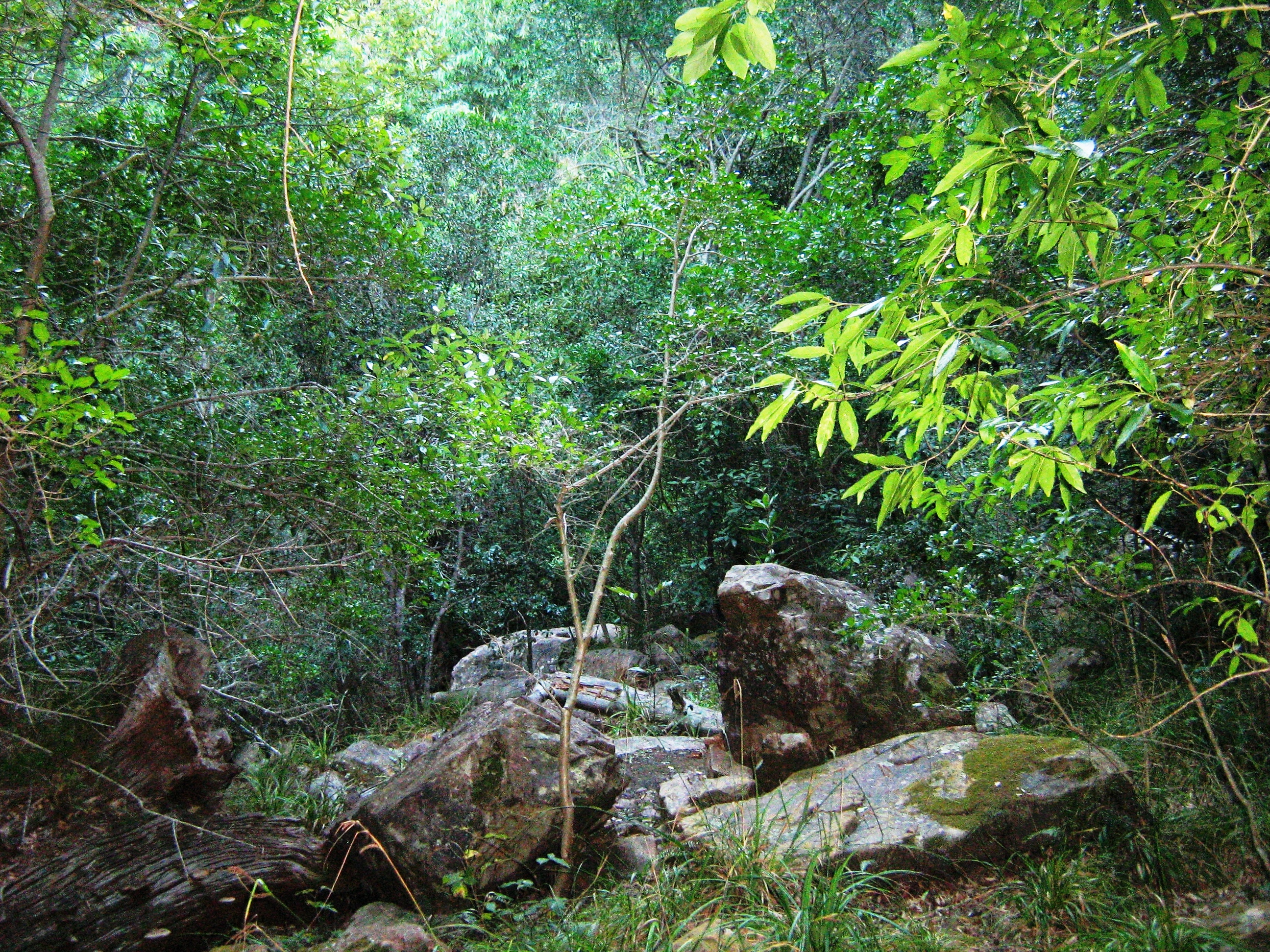
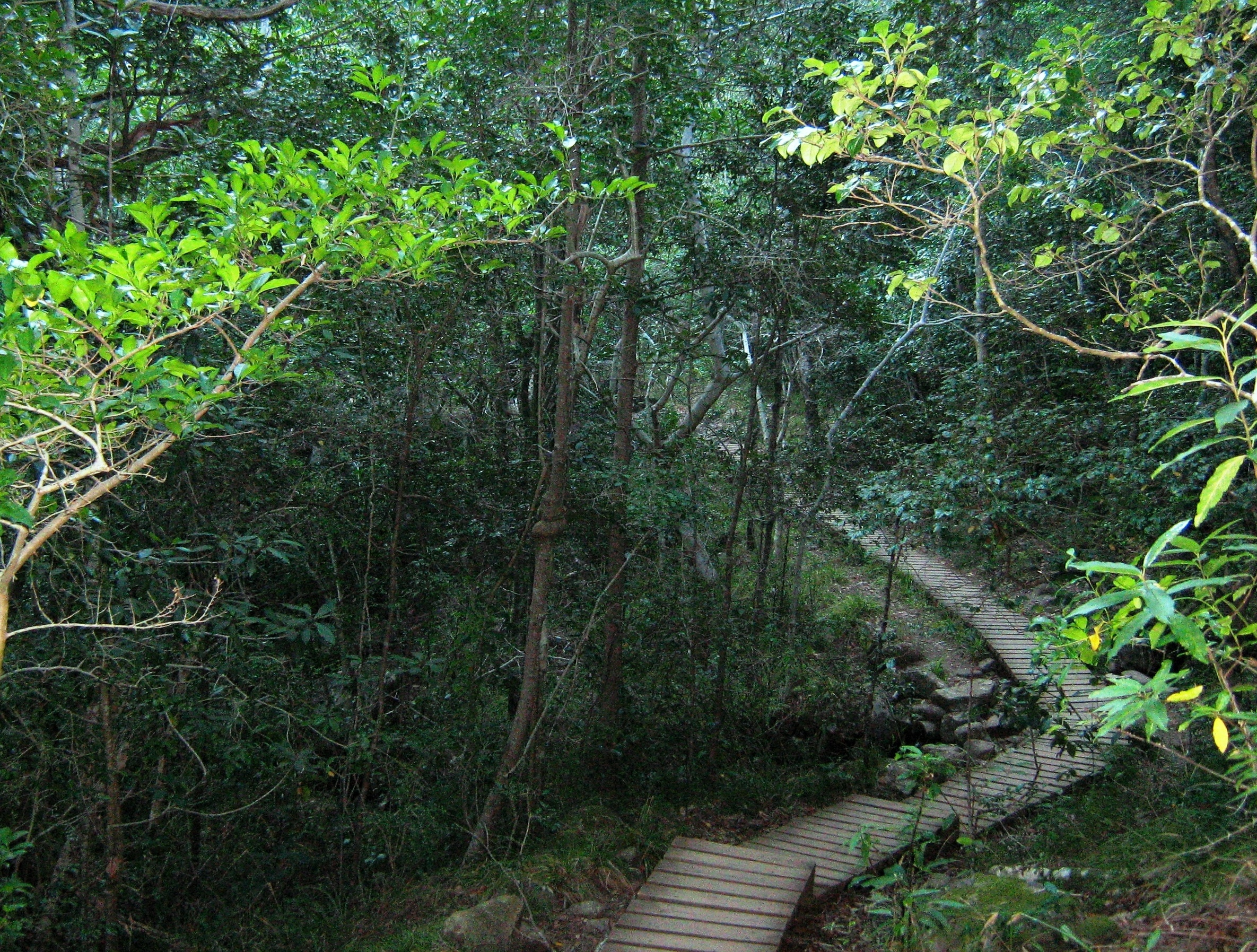
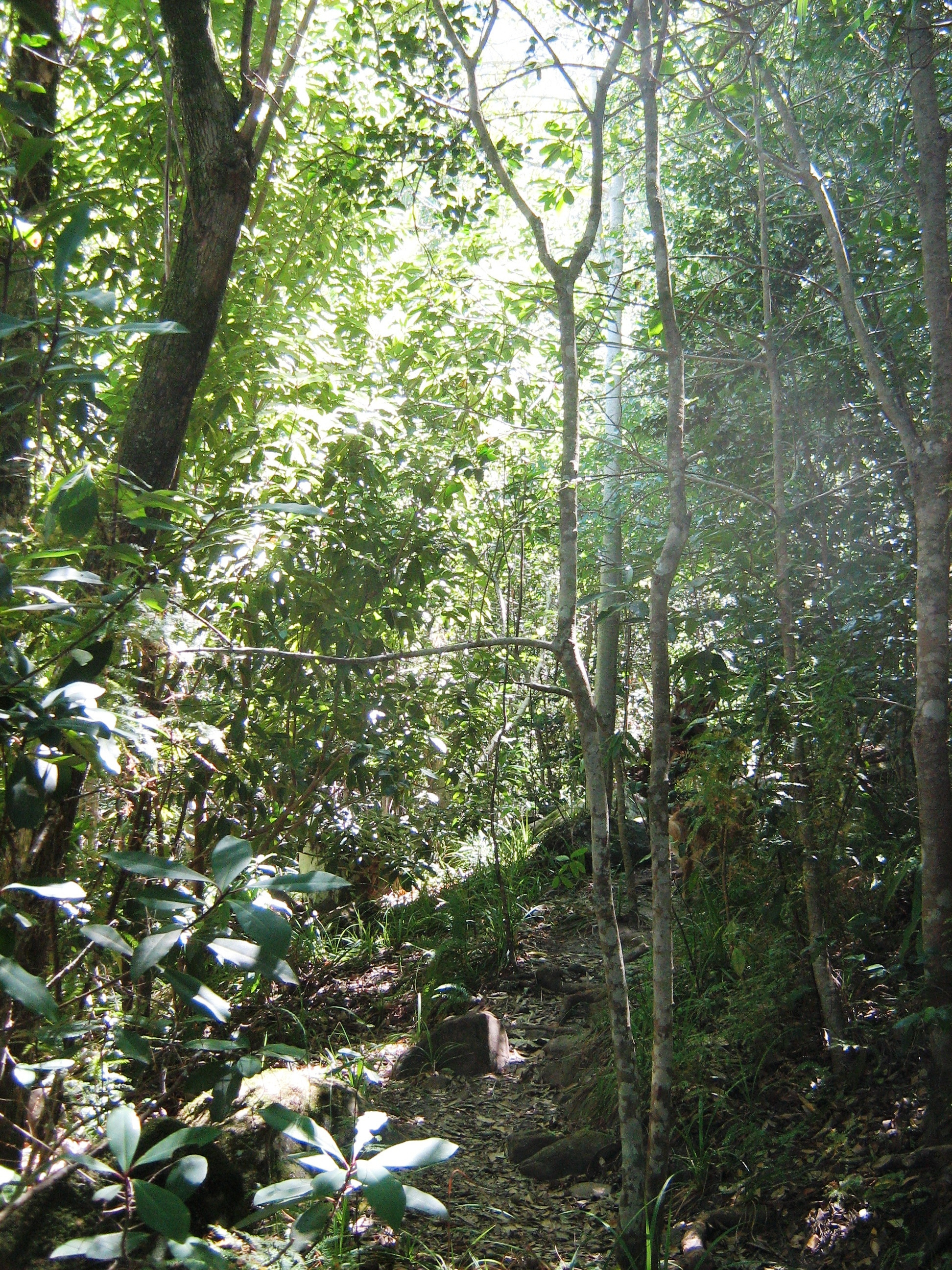
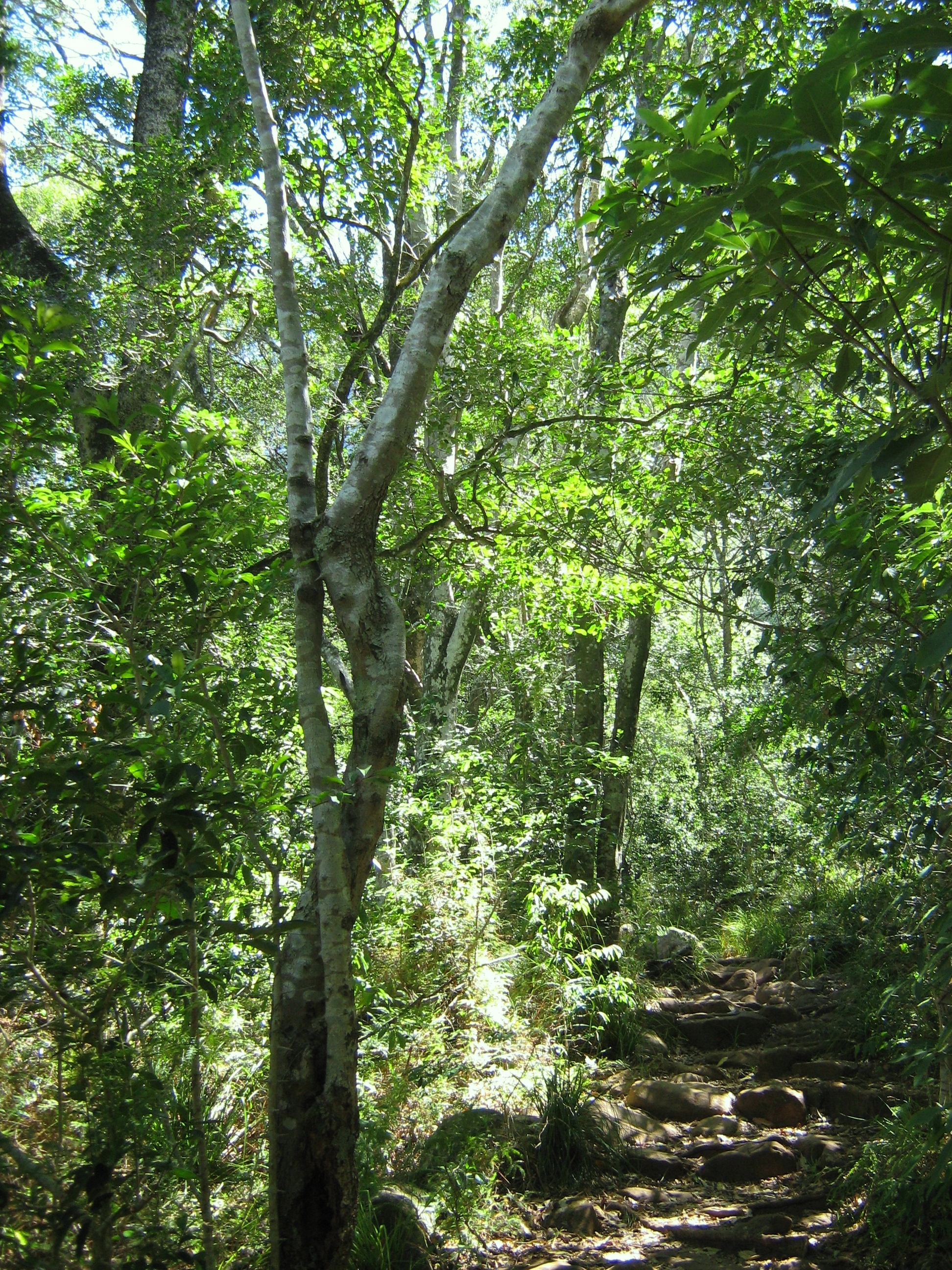
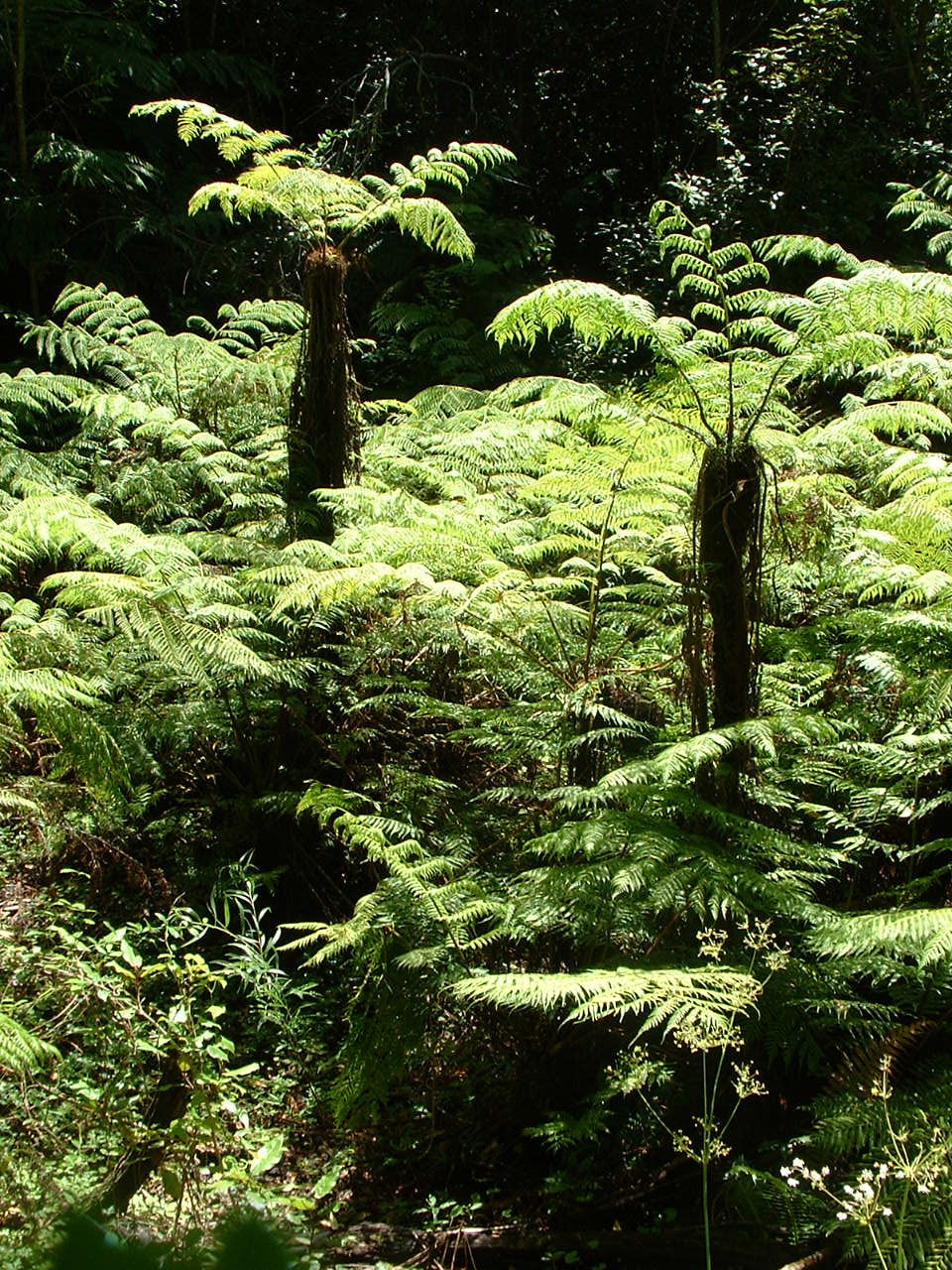
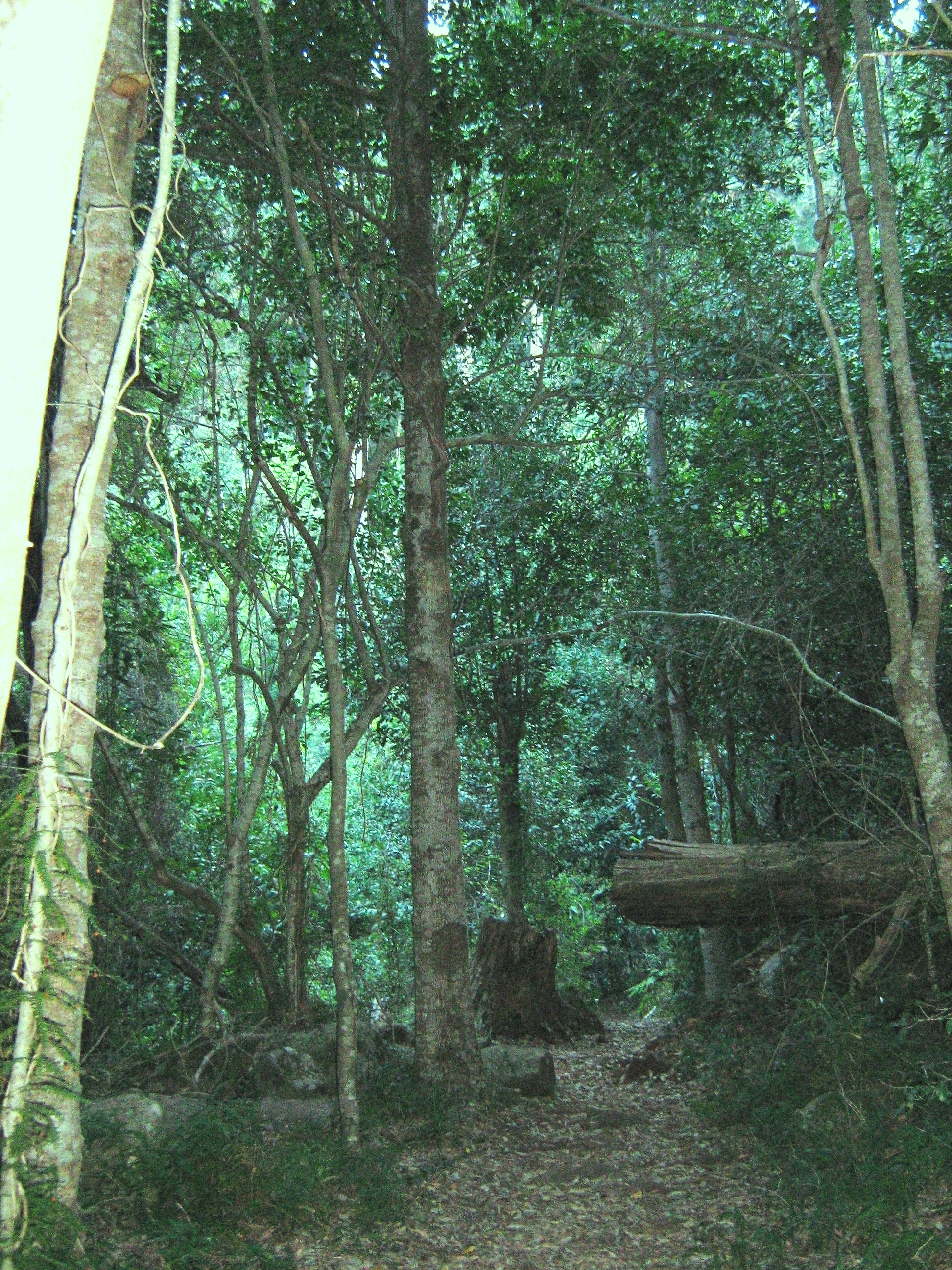
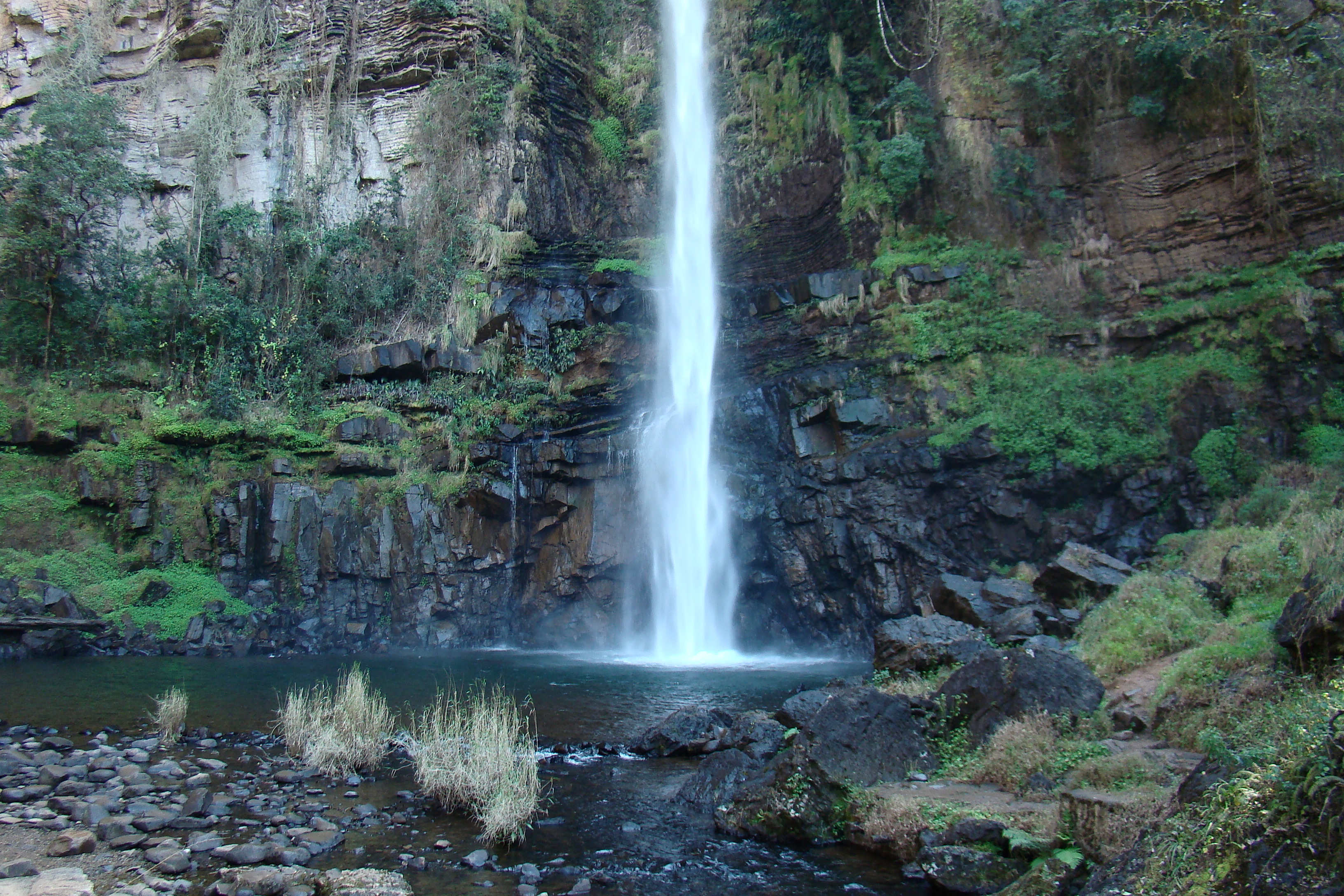
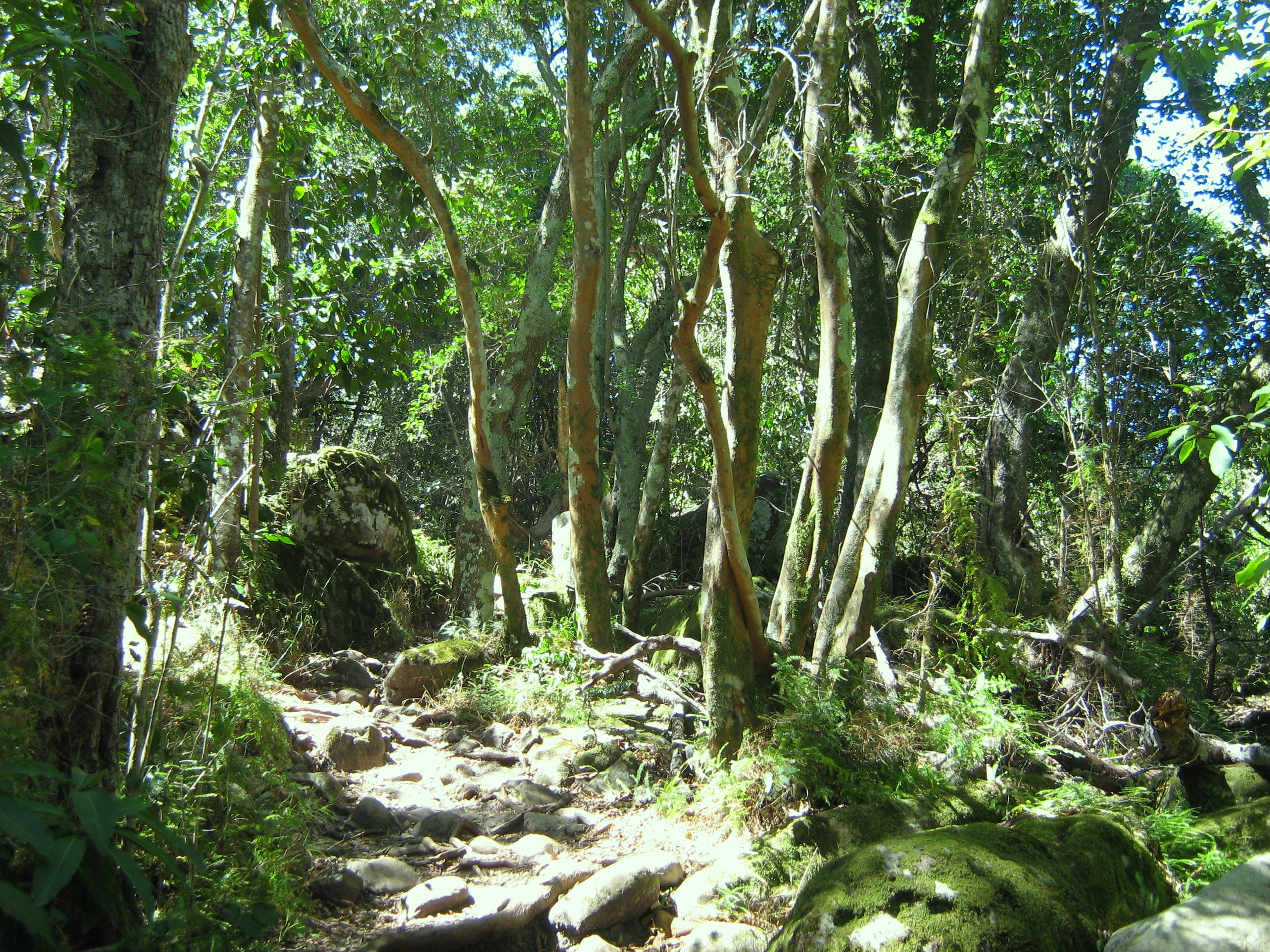
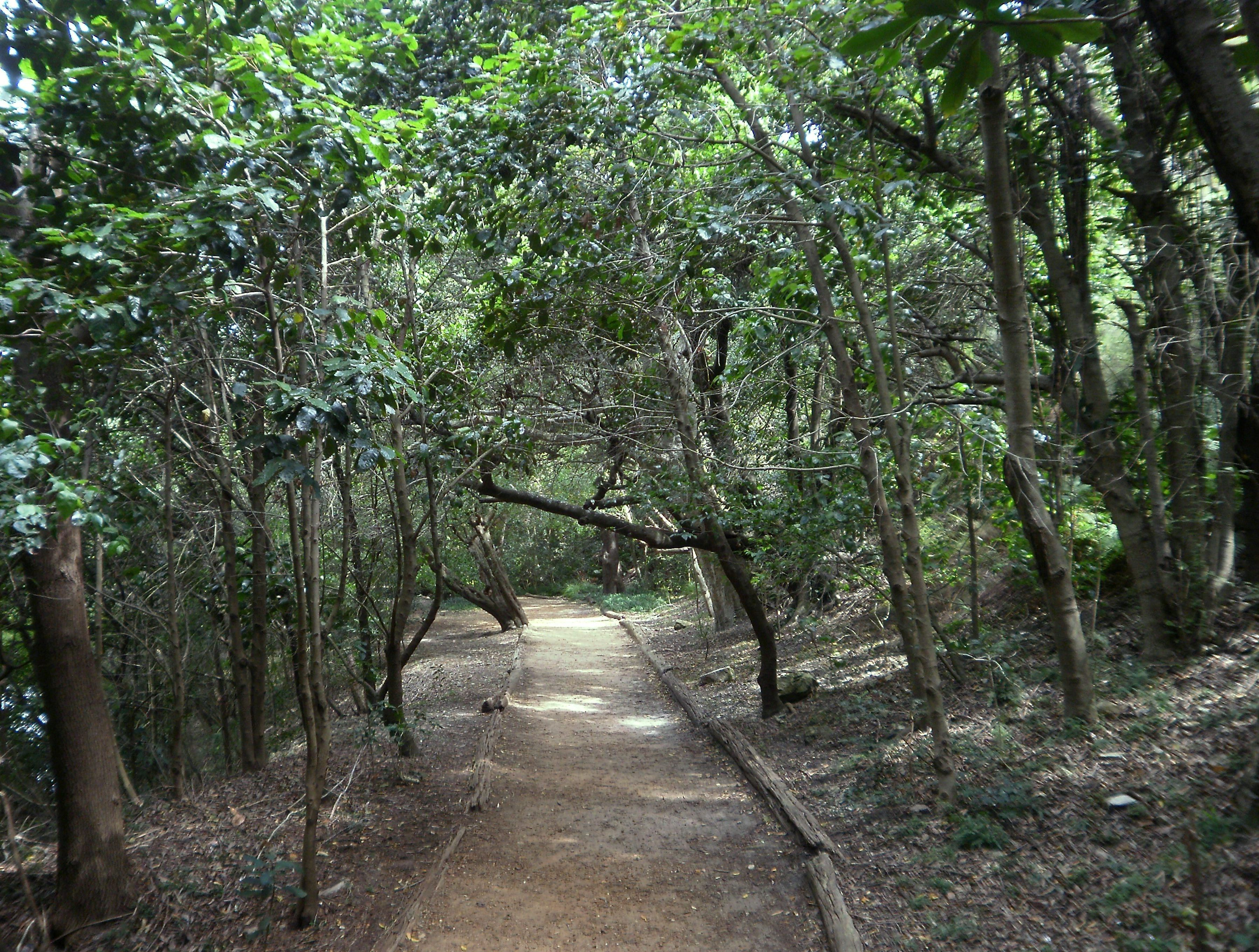